# Pilumnus alcocki
Pilumnus alcocki är en kräftdjursart som beskrevs av Lancelot Alexander Borradaile 1902. Pilumnus alcocki ingår i släktet Pilumnus och familjen Pilumnidae. Inga underarter finns listade i Catalogue of Life.